# Судно-трубоукладчик

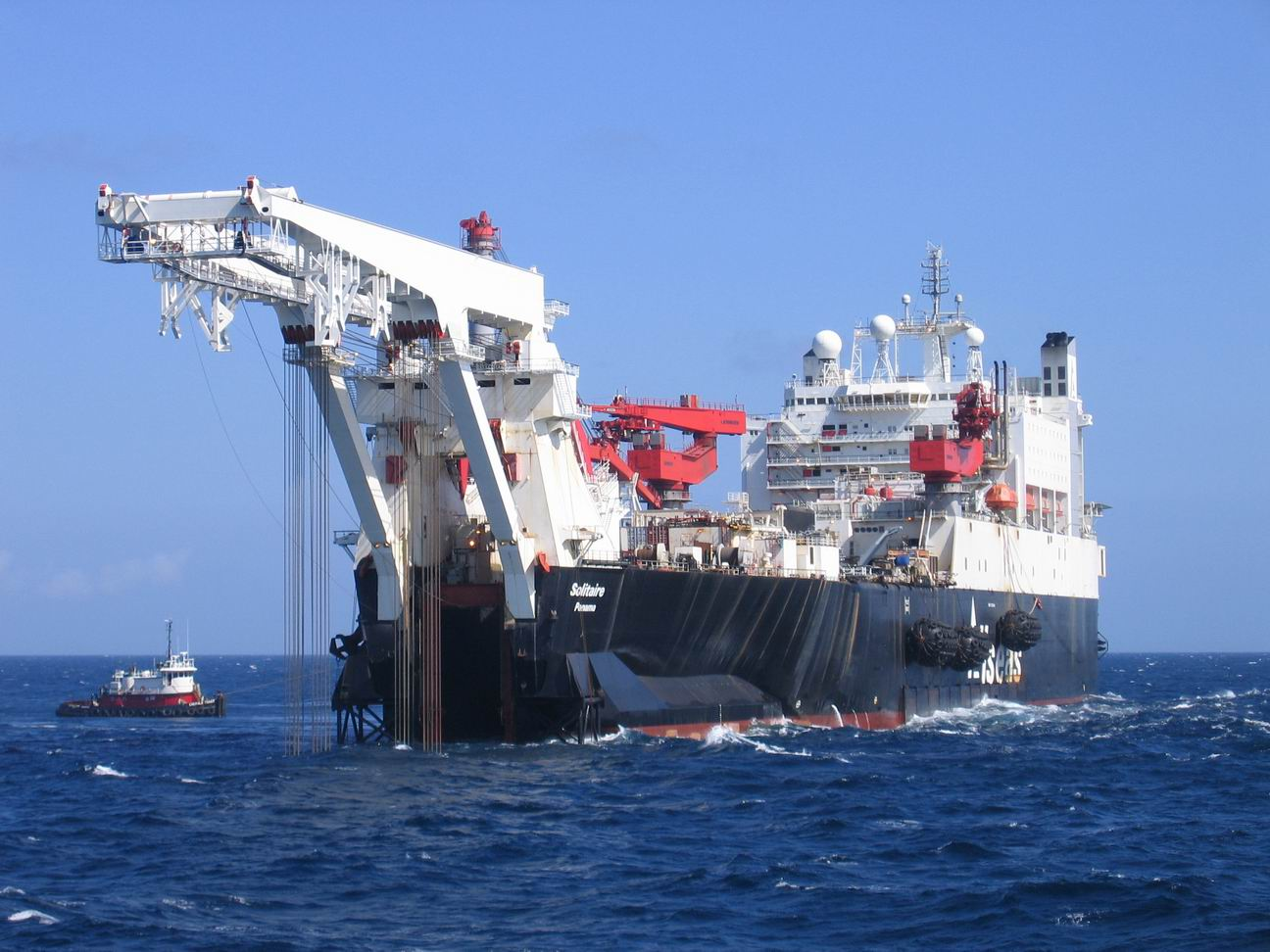
Solitaire — одно из крупнейших судов-трубоукладчиков в мире

Су́дно-трубоукла́дчик — крупнотоннажное морское судно (корабль), оснащённое подъёмным краном большой грузоподъёмности, которое используется при строительстве подводной инфраструктуры. Оно служит для прокладки морских трубопроводов и подключения нефтедобывающих платформ к нефтеперерабатывающему заводу, расположенному на берегу. Для достижения этой цели типичное судно-трубоукладчик оборудовано насосами и клапанами, а также другим специальным оборудованием, которое необходимо для прокладки трубы под водой.
Разработаны различные методы укладки, которые позволяют укладывать трубы, в том числе и готовые фрагменты трубопровода, заранее сваренные в длину на борту судна.
Судно-трубоукладчик в процессе работы использует якорь или систему динамического позиционирования, предназначенную для удержания судна в заданной позиции и (или) на заданном курсе с целью следования его вдоль заданного маршрута автоматически с высокой точностью посредством использования судовых движителей и подруливающих устройств для поддержания правильного положения и скорости при прокладке трубы.
Термин «судно-трубоукладчик» или «трубоукладчик» применяют ко всем судам, способным осуществлять укладку труб на дно океана. Он также может применяться и в отношении кораблей двойного назначения, способных укладывать трубопроводы на дне океана в дополнение к основной работе. Примеры кораблей двойного назначения могут быть баржи, модифицированные сухогрузы, модернизированные буровые суда, а также некоторые другие типы судов
Прокладка трубопровода может быть успешно реализована при работах на глубине более 2500 метров.
В мире имеются только две компании, обладающие компетенциями и подготовленными быстрыми трубоукладчиками — швейцарская Allseas и итальянская Saipem.